# Lista zordów w serialu Power Rangers
Lista zordów w serialu Power Rangers to zestawienie zordów, które były wykorzystywane do walki w amerykańskim serialu telewizyjnym Power Rangers.

## Definicja zorda
Zord – to mechaniczny lub bio-mechaniczny robot, pojawiający się w serialach Power Rangers. Zordy są najpotężniejszym uzbrojeniem wojowników. W momencie kiedy ich przeciwnik rośnie do gigantycznych rozmiarów, Power Rangers wzywają swoje zordy, które pomagają im nawiązać walkę z wrogiem.
Zordy mogą przybierać różne formy. Zazwyczaj są stworzone na podobiznę zwierząt, mitologicznych lub wymarłych stworzeń, ale mogą posiadać również postać humanoidalną. Zordy posiadają zdolność łączenia, tworząc tym samym humanoidalnego robota, zwanego Megazordem.
Zordy pojawiają się we wszystkich sezonach Power Rangers. Każdy wojownik (z wyjątkiem serii S.P.D. i Mistyczna moc) posiada swojego własnego zorda. Drużyny często posiadają również dodatkowe zordy, dzięki którym mogą zbudować jeszcze większego robota.
Geneza nazwy zord nigdy nie została oficjalnie ogłoszona, ale prawdopodobnie zostały one nazwane na cześć Zordona, pierwszego mentora w historii Power Rangers. Teorię tę potwierdza pilotażowy odcinek Mighty Morphin Power Rangers, w którym Zordon był nazwany Zoltarem, zaś zordy - droidami.

### Lista zordów z podziałem na sezony
Poniższe zestawienie przedstawia listę zordów występujących w serialu Power Rangers, uwzględniając nazwiska ich pilotów oraz prezentując listę kombinacji zordów w większe formacje.

## Mighty Morphin Power Rangers(1993-1995)

### Dinozordy (sezon 1)
| Zord               | Pilot             | Źródło |
| ------------------ | ----------------- | ------ |
| Tyranozaur         | Jason Lee Scott   | [ 3 ]  |
| Mastodont          | Zack Taylor       | [ 4 ]  |
| Triceratops        | Billy Cranston    | [ 5 ]  |
| Tygrys Szablozębny | Trini Kwan        | [ 6 ]  |
| Pterodaktyl        | Kimberly Ann Hart | [ 7 ]  |
| Smokozord          | Tommy Oliver      | [ 8 ]  |
| Jaszczur           | bezzałogowy       | [ 9 ]  |

#### Kombinacje
| Kombinacja     | Zordy użyte w kombinacji                                            |
| -------------- | ------------------------------------------------------------------- |
| Megazord       | Tyranozaur, Mastodont, Triceratops, Tygrys Szablozębny, Pterodaktyl |
| Mega Smokozord | Megazord, Smokozord                                                 |
| Ultrazord      | Mega Smokozord, Jaszczur                                            |

### Grzmotozordy (sezon 2)
| Zord          | Pilot                          | Źródło |
| ------------- | ------------------------------ | ------ |
| Czerwony Smok | Jason Lee Scott/Rocky DeSantos | [ 10 ] |
| Lew           | Zack Taylor/Adam Park          | [ 11 ] |
| Jednorożec    | Billy Cranston                 | [ 12 ] |
| Gryf          | Trini Kwan/Aisha Campbell      | [ 13 ] |
| Ognisty Ptak  | Kimberly Ann Hart              | [ 14 ] |
| Tygrysozord   | Tommy Oliver                   | [ 15 ] |
| Tor           | bezzałogowy                    | [ 16 ] |

#### Kombinacje
| Kombinacja        | Zordy użyte w kombinacji                           |
| ----------------- | -------------------------------------------------- |
| Mega Grzmotozord  | Czerwony Smok, Lew, Jednorożec, Gryf, Ognisty Ptak |
| Mega Tygrysozord  | Tygrysozord, Lew, Jednorożec, Gryf, Ognisty Ptak   |
| Ultra Grzmotozord | Mega Grzmotozord, Tygrysozord, Tor                 |

### Ninjazordy (sezon 3)
| Zord           | Pilot                               | Źródło |
| -------------- | ----------------------------------- | ------ |
| Małpa          | Rocky DeSantos                      | [ 17 ] |
| Żaba           | Adam Park                           | [ 18 ] |
| Wilk           | Billy Cranston                      | [ 19 ] |
| Niedźwiedź     | Aisha Campbell                      | [ 20 ] |
| Żuraw          | Kimberly Ann Hart/Katherine Hillard | [ 21 ] |
| Jastrzębiozord | Tommy Oliver                        | [ 22 ] |
| Jaszczur       | bezzałogowy                         | [ 9 ]  |

#### Kombinacje
| Kombinacja                | Zordy użyte w kombinacji             |
| ------------------------- | ------------------------------------ |
| Ninja Megazord            | Małpa, Żaba, Wilk, Niedźwiedź, Żuraw |
| Ninja Mega Jastrzębiozord | Ninja Megazord, Jastrzębiozord       |
| Ninja Ultrazord           | Ninja Mega Jastrzębiozord, Jaszczur  |

### Szogunzordy (sezon 3)
| Zord                 | Pilot                            | Źródło |
| -------------------- | -------------------------------- | ------ |
| Czerwony Szogunzord  | Rocky DeSantos                   | [ 23 ] |
| Czarny Szogunzord    | Adam Park                        | [ 24 ] |
| Niebieski Szogunzord | Billy Cranston                   | [ 25 ] |
| Żółty Szogunzord     | Aisha Campbell                   | [ 26 ] |
| Biały Szogunzord     | Tommy Oliver i Katherine Hillard | [ 27 ] |
| Jastrzębiozord       | Tommy Oliver/bezzałogowy         | [ 22 ] |
| Jaszczur             | bezzałogowy                      | [ 9 ]  |

#### Kombinacje
| Kombinacja                 | Zordy użyte w kombinacji                              |
| -------------------------- | ----------------------------------------------------- |
| Szogun Megazord            | Czerwony, Czarny, Niebieski, Żółty i Biały Szogunzord |
| Szogun Mega Jastrzębiozord | Szogun Megazord, Jastrzębiozord                       |
| Szogun Ultrazord           | Szogun Mega Jastrzębiozord, Jaszczur                  |

### Wrogie zordy
| Zord      | Pilot     | Sezon   | Źródło |
| --------- | --------- | ------- | ------ |
| Cyclopsis | Złoty     | Sezon 1 | [ 28 ] |
| Wężowiec  | Lord Zedd | Sezon 2 | [ 29 ] |

## Mighty Morphin Alien Rangers(1996)

### Borgi Bojowe
| Zord                  | Pilot    | Źródło |
| --------------------- | -------- | ------ |
| Czerwony Borg Bojowy  | Aurico   | [ 30 ] |
| Biały Borg Bojowy     | Delphine | [ 30 ] |
| Niebieski Borg Bojowy | Cestro   | [ 30 ] |
| Żółty Borg Bojowy     | Tideus   | [ 30 ] |
| Czarny Borg Bojowy    | Corcus   | [ 30 ] |

### Szogunzordy
| Zord                 | Pilot       | Źródło |
| -------------------- | ----------- | ------ |
| Czerwony Szogunzord  | Aurico      | [ 23 ] |
| Biały Szogunzord     | Delphine    | [ 27 ] |
| Niebieski Szogunzord | Cestro      | [ 25 ] |
| Żółty Szogunzord     | Tideus      | [ 26 ] |
| Czarny Szogunzord    | Corcus      | [ 24 ] |
| Jastrzębiozord       | bezzałogowy | [ 22 ] |

#### Kombinacje
| Kombinacja                 | Zordy użyte w kombinacji                              |
| -------------------------- | ----------------------------------------------------- |
| Szogun Megazord            | Czerwony, Biały, Niebieski, Żółty i Czarny Szogunzord |
| Szogun Mega Jastrzębiozord | Szogun Megazord, Jastrzębiozord                       |

## Power Rangers Zeo(1996)

### Zeozordy
| Zord               | Pilot                           | Źródło |
| ------------------ | ------------------------------- | ------ |
| Zeozord 5          | Tommy Oliver                    | [ 31 ] |
| Zeozord 4          | Adam Park                       | [ 32 ] |
| Zeozord 3          | Rocky DeSantos                  | [ 33 ] |
| Zeozord 2          | Tanya Sloan                     | [ 34 ] |
| Zeozord 1          | Katherine Hillard               | [ 35 ] |
| Czerwony Bitwozord | Tommy Oliver                    | [ 36 ] |
| Piramida           | Trey z Triforii/Jason Lee Scott | [ 37 ] |

#### Kombinacje
| Kombinacja         | Zordy użyte w kombinacji          |
| ------------------ | --------------------------------- |
| Zeo Megazord       | Zeozord 1, 2, 3, 4 i 5            |
| Zeo Mega Bitwozord | Zeo Megazord i Czerwony Bitwozord |
| Zeo Ultrazord      | Zeo Mega Bitwozord i Piramida     |

### Super Zeozordy
| Zord            | Pilot             | Źródło |
| --------------- | ----------------- | ------ |
| Super Zeozord 5 | Tommy Oliver      | [ 38 ] |
| Super Zeozord 4 | Adam Park         | [ 39 ] |
| Super Zeozord 3 | Rocky DeSantos    | [ 40 ] |
| Super Zeozord 2 | Tanya Sloan       | [ 41 ] |
| Super Zeozord 1 | Katherine Hillard | [ 42 ] |
| Wojownicze Koło | Jason Lee Scott   | [ 43 ] |

#### Kombinacje
| Kombinacja         | Zordy użyte w kombinacji     |
| ------------------ | ---------------------------- |
| Super Zeo Megazord | Super Zeozord 1, 2, 3, 4 i 5 |

## Power Rangers Turbo(1997)

### Turbozordy
| Zord                          | Pilot                         | Źródło |
| ----------------------------- | ----------------------------- | ------ |
| Czerwona Błyskawica Turbozord | Tommy Oliver/T.J. Johnson     | [ 44 ] |
| Górzysty Miotacz Turbozord    | Justin Stewart                | [ 45 ] |
| Pustynny Grom Turbozord       | Adam Park/Carlos Vallerte     | [ 46 ] |
| Wydmowa Gwiazda Turbozord     | Tanya Sloan/Ashley Hammond    | [ 47 ] |
| Powietrzny Ścigacz Turbozord  | Katherine Hillard/Cassie Chan | [ 48 ] |

#### Kombinacje
| Kombinacja     | Zordy użyte w kombinacji                                                                  |
| -------------- | ----------------------------------------------------------------------------------------- |
| Turbo Megazord | Czerwona Błyskawica, Górzysty Miotacz, Pustynny Grom, Wydmowa Gwiazda, Powietrzny Ścigacz |

### Robo Wyścigówka
| Zord            | Pilot               | Źródło |
| --------------- | ------------------- | ------ |
| Robo Wyścigówka | Niebieski Senturion | [ 49 ] |

### Ratunkozordy
| Zord                                 | Pilot           | Źródło |
| ------------------------------------ | --------------- | ------ |
| Strażacki Wóz Błyskawicy Ratunkozord | T.J. Johnson    | [ 50 ] |
| Miotacz Syreny Ratunkozord           | Justin Stewart  | [ 51 ] |
| Ładowniczy Grom Ratunkozord          | Carlos Vallerte | [ 52 ] |
| Gwiezdna Wyścigówka Ratunkozord      | Ashley Hammond  | [ 53 ] |
| Powietrzny Ratownik Ratunkozord      | Cassie Chan     | [ 54 ] |

#### Kombinacje
| Kombinacja       | Zordy użyte w kombinacji                                                                            |
| ---------------- | --------------------------------------------------------------------------------------------------- |
| Ratunko Megazord | Strażacki Wóz Błyskawicy, Miotacz Syreny, Ładowniczy Grom, Gwiezdna Wyścigówka, Powietrzny Ratownik |

### Artillatron
| Zord        | Pilot          | Źródło |
| ----------- | -------------- | ------ |
| Artillatron | Phantom Ranger | [ 55 ] |

### Dodatkowe kombinacje
| Kombinacja             | Zordy użyte w kombinacji                                                                         |
| ---------------------- | ------------------------------------------------------------------------------------------------ |
| Ratunko Turbo Megazord | Czerwona Błyskawica, Górzysty Miotacz, Ładowniczy Grom, Gwiezdna Wyścigówka, Powietrzny Ratownik |

### Wrogie Zordy
| Zord       | Pilot         | Źródło |
| ---------- | ------------- | ------ |
| Metalozaur | Generał Havoc | [ 56 ] |
| Terrorzord | Elgar         | [ 57 ] |
| Orłozord   | Divatox       | [ 58 ] |
| Rekinozord | Elgar         | [ 59 ] |
| Kotozord   | Rygog         | [ 60 ] |

## Power Rangers w kosmosie(1998)

### Astrozordy
| Zord                  | Pilot            | Źródło        |
| --------------------- | ---------------- | ------------- |
| Astro Megastatek      | wszyscy rangersi | [ 61 ] [ 62 ] |
| Astro Megawahadłowiec | wszyscy rangersi | [ 63 ]        |
| Delta Megastatek      | wszyscy rangersi | [ 64 ] [ 65 ] |

#### Kombinacje
| Kombinacja           | Zordy użyte w kombinacji                |
| -------------------- | --------------------------------------- |
| Astro Megazord       | Astro Megastatek, Astro Megawahadłowiec |
| Delta Megazord       | Delta Megastatek                        |
| Astro Delta Megazord | Astro Megazord, Delta Megazord          |

### Mega Wehikuły
| Zord                       | Pilot           | Źródło |
| -------------------------- | --------------- | ------ |
| Mega V1 (robot)            | Andros          | [ 66 ] |
| Mega V2 (wahadłowiec)      | Carlos Vallerte | [ 67 ] |
| Mega V3 (rakieta)          | T.J. Johnson    | [ 68 ] |
| Mega V4 (spodek kosmiczny) | Ashley Hammond  | [ 69 ] |
| Mega V5 (czołg)            | Cassie Chan     | [ 70 ] |
| Mega Skrzydłowiec          | Zhane           | [ 71 ] |

#### Kombinacje
| Kombinacja              | Zordy użyte w kombinacji                    |
| ----------------------- | ------------------------------------------- |
| Mega Voyager            | Mega V1, Mega V2, Mega V3, Mega V4, Mega V5 |
| Skrzydłowy Mega Voyager | Mega Voyager, Mega Skrzydłowiec             |

## Power Rangers Zagubiona Galaktyka(1999)

### Galaktyczne Zordy
| Zord                    | Pilot                 | Źródło |
| ----------------------- | --------------------- | ------ |
| Lew Galaktyczny Zord    | Leo Corbett           | [ 72 ] |
| Kondor Galaktyczny Zord | Damon Henderson       | [ 73 ] |
| Goryl Galaktyczny Zord  | Kai Chen              | [ 74 ] |
| Wilk Galaktyczny Zord   | Maya                  | [ 75 ] |
| Żbik Galaktyczny Zord   | Kendrix Morgan/Karone | [ 76 ] |

#### Kombinacje
| Kombinacja                 | Zordy użyte w kombinacji                            |
| -------------------------- | --------------------------------------------------- |
| Galaktyczny Megazord       | Galaktyczne Zordy - Lew, Kondor, Goryl, Wilk i Żbik |
| Orion Galaktyczny Megazord | Galaktyczny Megazord z mocą Świateł Oriona          |

### Torozord
| Zord     | Pilot         | Źródło |
| -------- | ------------- | ------ |
| Torozord | Magna Obrońca | [ 77 ] |

#### Kombinacje
| Kombinacja       | Zordy użyte w kombinacji           |
| ---------------- | ---------------------------------- |
| Obronny Torozord | Torozord połączony z Magna Obrońcą |

### Nosorożco-Galaktyczne Zordy
| Zord                          | Pilot       | Źródło |
| ----------------------------- | ----------- | ------ |
| C1 (mała czerwona wyścigówka) | bezzałogowy | [ 78 ] |
| C2 (mały czerwony czołg)      | bezzałogowy | [ 78 ] |
| C3 (czarny samochód)          | bezzałogowy | [ 78 ] |
| C4 (czerwony samochód)        | bezzałogowy | [ 78 ] |
| C5 (długi czerwony pojazd)    | bezzałogowy | [ 78 ] |

#### Kombinacje
| Kombinacja         | Zordy użyte w kombinacji |
| ------------------ | ------------------------ |
| Centaurus Megazord | C1, C2, C3, C4, C5       |

### Fenikso-Galaktyczne Zordy
| Zord                                             | Pilot       | Źródło |
| ------------------------------------------------ | ----------- | ------ |
| S1 (niebieski odrzutowiec)                       | bezzałogowy | [ 79 ] |
| C2 (mały niebieski odrzutowiec)                  | bezzałogowy | [ 79 ] |
| S3 (niebiski czołg-odrzutowiec)                  | bezzałogowy | [ 79 ] |
| S4 (niebieski odrzutowiec z białymi skrzydłami)  | bezzałogowy | [ 79 ] |
| S5 (niebieski odrzutowiec z czarnymi skrzydłami) | bezzałogowy | [ 79 ] |

#### Kombinacje
| Kombinacja           | Zordy użyte w kombinacji |
| -------------------- | ------------------------ |
| Stratoforce Megazord | S1, S2, S3, S4, S5       |

### Rekino-Galaktyczne Zordy
| Zord                   | Pilot       | Źródło |
| ---------------------- | ----------- | ------ |
| Rekin Galaktyczny Zord | bezzałogowy | [ 80 ] |

#### Kombinacje
| Kombinacja         | Zordy użyte w kombinacji |
| ------------------ | ------------------------ |
| Zenith Carrierzord | Rekin Galaktyczny Zord   |

## Power Rangers Lightspeed Rescue(2000)

### Lightspeed Zordy
| Zord          | Pilot          | Źródło |
| ------------- | -------------- | ------ |
| Pyro Rescue 1 | Carter Grayson | [ 81 ] |
| Aqua Rescue 2 | Chad Lee       | [ 82 ] |
| Aero Rescue 3 | Joel Rawlings  | [ 83 ] |
| Haz Rescue 4  | Kelsey Winslow | [ 84 ] |
| Med Rescue 5  | Dana Mitchell  | [ 85 ] |
| Max Solarzord | Ryan Mitchell  | [ 86 ] |

#### Kombinacje
| Kombinacja           | Zordy użyte w kombinacji                                                |
| -------------------- | ----------------------------------------------------------------------- |
| Lightspeed Megazord  | Pyro Rescue 1, Aqua Rescue 2, Aero Rescue 3, Haz Rescue 4, Med Rescue 5 |
| Lightspeed Solarzord | Lightspeed Megazord, Max Solarzord                                      |

### Lifeforce Megazord
| Zord               | Pilot            | Źródło |
| ------------------ | ---------------- | ------ |
| Lifeforce Megazord | wszyscy rangersi | [ 87 ] |

### Pociągi Ratunkowe
| Zord          | Pilot          | Źródło |
| ------------- | -------------- | ------ |
| Rail Rescue 1 | Carter Grayson | [ 88 ] |
| Rail Rescue 2 | Chad Lee       | [ 89 ] |
| Rail Rescue 3 | Joel Rawlings  | [ 90 ] |
| Rail Rescue 4 | Kelsey Winslow | [ 91 ] |
| Rail Rescue 5 | Dana Mitchell  | [ 92 ] |

#### Kombinacje
| Kombinacja          | Zordy użyte w kombinacji                                                  |
| ------------------- | ------------------------------------------------------------------------- |
| Supertrain Megazord | Rail Rescue 1, Rail Rescue 2, Rail Rescue 3, Rail Rescue 4, Rail Rescue 5 |

### Omegazordy
| Zord        | Pilot          | Źródło |
| ----------- | -------------- | ------ |
| Omegazord 1 | Carter Grayson | [ 93 ] |
| Omegazord 2 | Chad Lee       | [ 94 ] |
| Omegazord 3 | Joel Rawlings  | [ 95 ] |
| Omegazord 4 | Kelsey Winslow | [ 96 ] |
| Omegazord 5 | Dana Mitchell  | [ 97 ] |

#### Kombinacje
| Kombinacja           | Zordy użyte w kombinacji                                        |
| -------------------- | --------------------------------------------------------------- |
| Omega Megazord       | Omegazord 1, Omegazord 2, Omegazord 3, Omegazord 4, Omegazord 5 |
| Orion Omega Megazord | Omega Megazord z mocą Świateł Oriona                            |

## Power Rangers Time Force(2001)

### Time Latacze
| Zord          | Pilot          | Źródło  |
| ------------- | -------------- | ------- |
| Time Latacz 1 | Wesley Collins | [ 98 ]  |
| Time Latacz 2 | Lucas Kendall  | [ 99 ]  |
| Time Latacz 3 | Trip           | [ 100 ] |
| Time Latacz 4 | Katie Walker   | [ 101 ] |
| Time Latacz 5 | Jen Scotts     | [ 102 ] |
| Time Cień     | Wesley Collins | [ 103 ] |

#### Kombinacje
| Kombinacja          | Zordy użyte w kombinacji                                                  |
| ------------------- | ------------------------------------------------------------------------- |
| Time Force Megazord | Time Latacz 1, Time Latacz 2, Time Latacz 3, Time Latacz 4, Time Latacz 5 |
| Cień Force Megazord | Time Force Megazord, Time Cień                                            |

### Quantasaurus Rex
| Zord                     | Pilot      | Źródło  |
| ------------------------ | ---------- | ------- |
| Quantasaurus Rex (Q-Rex) | Eric Myers | [ 104 ] |

## Power Rangers Wild Force(2002)

### Wildzordy
| Zord                 | Pilot           | Źródło  |
| -------------------- | --------------- | ------- |
| Czerwony Lew Zord    | Cole Evans      | [ 105 ] |
| Żółty Orzeł Zord     | Taylor Earhardt | [ 106 ] |
| Niebieski Rekin Zord | Max Cooper      | [ 107 ] |
| Czarny Bizon Zord    | Danny Delgado   | [ 108 ] |
| Biały Tygrys Zord    | Alyssa Enrilé   | [ 109 ] |

#### Mroczne Wildzordy
| Zord            | Pilot           | Źródło  |
| --------------- | --------------- | ------- |
| Wilk Zord       | Merrick Baliton | [ 110 ] |
| Rekin Młot Zord | Merrick Baliton | [ 111 ] |
| Aligator Zord   | Merrick Baliton | [ 112 ] |

#### Dodatkowe Wildzordy
Wildzordy używane do innych kombinacji Wild Force Megazorda.
| Zord                    | Pilot           | Źródło  |
| ----------------------- | --------------- | ------- |
| Słoń Zord               | Alyssa Enrilé   | [ 113 ] |
| Czerwony Jastrząb Zord  | Cole Evans      | [ 114 ] |
| Żyrafa Zord             | Max Cooper      | [ 115 ] |
| Nosorożec Zord          | Danny Delgado   | [ 116 ] |
| Pancernik Zord          | Danny Delgado   | [ 117 ] |
| Jeleń Zord              | Alyssa Enrilé   | [ 118 ] |
| Zielony Goryl Zord      | Cole Evans      | [ 119 ] |
| Czarny Niedźwiedź Zord  | Taylor Earhardt | [ 120 ] |
| Niedźwiedź Polarny Zord | Taylor Earhardt | [ 121 ] |

#### Animus Wildzordy
| Zord                  | Źródło  |
| --------------------- | ------- |
| Czarny Lew Zord       | [ 122 ] |
| Niebieski Kondor Zord | [ 122 ] |
| Rekin Piła            | [ 122 ] |
| Brązowy Byk           | [ 122 ] |
| Żółta Pantera         | [ 122 ] |

#### Kombinacje
| Kombinacja          | Zordy użyte w kombinacji                                               |
| ------------------- | ---------------------------------------------------------------------- |
| Wild Force Megazord | Czerwony Lew, Żółty Orzeł, Niebieski Rekin, Czarny Bizon, Biały Tygrys |
| Predazord           | Wilk, Rekin Młot, Aligator                                             |
| Isis Megazord       | Czerwony Jastrząb, Żyrafa, Nosorożec, Pancernik, Jeleń                 |
| Animus Megazord     | Czarny Lew, Niebieski Kondor, Rekin Piła, Brązowy Byk, Żółta Pantera   |

## Power Rangers Ninja Storm(2003)

### Ninja Zordy
| Zord          | Pilot         | Źródło  |
| ------------- | ------------- | ------- |
| Jastrząb Zord | Shane Clarke  | [ 123 ] |
| Delfin Zord   | Tori Hanson   | [ 124 ] |
| Lew Zord      | Dustin Brooks | [ 125 ] |

### Zordy Gromu
| Zord                  | Pilot          | Źródło  |
| --------------------- | -------------- | ------- |
| Purpurowy Insektozord | Hunter Bradley | [ 126 ] |
| Granatowy Żukozord    | Blake Bradley  | [ 127 ] |

### Gwiazda Samuraja
| Zord             | Pilot            | Źródło  |
| ---------------- | ---------------- | ------- |
| Gwiazda Samuraja | Cameron Watanabe | [ 128 ] |

### Zordy asystujące
| Zord               | Źródło  |
| ------------------ | ------- |
| Minizord           | [ 129 ] |
| Ognisty Ptak Ninja | [ 130 ] |
| Mamut Zord         | [ 131 ] |

### Kombinacje
| Kombinacja                | Zordy użyte w kombinacji                       |
| ------------------------- | ---------------------------------------------- |
| Megazord Burzy            | Jastrząb, Delfin, Lew                          |
| Megazord Gromu            | Purpurowy Insektozord, Granatowy Żukozord      |
| Megazord Gwiazdy Samuraja | Gwiazda Samuraja                               |
| Megazord Burzogromu       | Megazord Burzy, Megazord Gromu, Minizord       |
| Megazord Huraganu         | Megazord Burzogromu, Megazord Gwiazdy Samuraja |
| Ultrazord Huraganu        | Megazord Huraganu, Mamut Zord                  |

## Power Rangers Dino Grzmot(2004)

### Biozordy
| Zord        | Pilot                  | Źródło  |
| ----------- | ---------------------- | ------- |
| Tyranozord  | Conner McKnight        | [ 132 ] |
| Tricerazord | Ethan James            | [ 133 ] |
| Pterazord   | Kira Ford              | [ 134 ] |
| Brachiozord | Tommy Oliver           | [ 135 ] |
| Dragozord   | Trent Fernandez-Mercer | [ 136 ] |

### Pozostałe Biozordy
| Zord               | Źródło  |
| ------------------ | ------- |
| Stegozord          | [ 137 ] |
| Mezodon            | [ 138 ] |
| Triassic Megarover | [ 139 ] |
| Cefalazord         | [ 140 ] |
| Dimetrozord        | [ 141 ] |
| Parasaurzord       | [ 142 ] |
| Ankylozord         | [ 143 ] |

### Kombinacje
| Kombinacja             | Zordy użyte w kombinacji                                            |
| ---------------------- | ------------------------------------------------------------------- |
| Grzmotozaurus Megazord | Tyranozord, Tricerazord, Pterazord                                  |
| Dino Stegazord         | Dragozord, Stegazord                                                |
| Mezodon Megazord       | Mezodon, Triassic Megarover                                         |
| Triceramax Megazord    | Mezodon Megazord, Cefalazord, Dimetrozord, Parasaurzord, Ankylozord |
| Valkasaurus Megazord   | Grzmotozaurus Megazord, Dino Stegazord                              |

## Power Rangers S.P.D.(2005)

### Delta Ścigacze
| Zord            | Pilot                 | Źródło  |
| --------------- | --------------------- | ------- |
| Delta Ścigacz 1 | Jack Landors          | [ 144 ] |
| Delta Ścigacz 2 | Schuyler "Sky" Tate   | [ 145 ] |
| Delta Ścigacz 3 | Bridge Carson         | [ 146 ] |
| Delta Ścigacz 4 | Elizabeth "Z" Delgado | [ 147 ] |
| Delta Ścigacz 5 | Sydney "Syd" Drew     | [ 148 ] |
| Omegamax Motor  | Sam                   | [ 149 ] |

#### Kombinacje
| Kombinacja             | Zordy użyte w kombinacji                  |
| ---------------------- | ----------------------------------------- |
| Drużyna Delta Megazord | Delta Ścigacz 1, 2, 3, 4, 5               |
| Omegamax Megazord      | Omegamax Motor                            |
| Deltamax Megazord      | Drużyna Delta Megazord, Omegamax Megazord |

### System S.W.A.T.
| Zord              | Pilot                 | Źródło  |
| ----------------- | --------------------- | ------- |
| S.W.A.T. Latacz 1 | Jack Landors          | [ 150 ] |
| S.W.A.T. Latacz 2 | Schuyler "Sky" Tate   | [ 151 ] |
| S.W.A.T. Latacz 3 | Bridge Carson         | [ 152 ] |
| S.W.A.T. Latacz 4 | Elizabeth "Z" Delgado | [ 153 ] |
| S.W.A.T. Latacz 5 | Sydney "Syd" Drew     | [ 154 ] |

#### Kombinacje
| Kombinacja        | Zordy użyte w kombinacji      |
| ----------------- | ----------------------------- |
| S.W.A.T. Megazord | S.W.A.T. Latacz 1, 2, 3, 4, 5 |

### Baza Delta
| Zord       | Pilot                  | Źródło  |
| ---------- | ---------------------- | ------- |
| Baza Delta | Anubis "Doggie" Cruger | [ 155 ] |

#### Kombinacje
| Kombinacja             | Zordy użyte w kombinacji |
| ---------------------- | ------------------------ |
| Delta Komenda Pojazd   | Baza Delta               |
| Delta Komenda Megazord | Baza Delta               |

## Power Rangers: Mistyczna moc(2006)

### Mistyczne Zordy
| Zord               | Pilot         | Źródło  |
| ------------------ | ------------- | ------- |
| Mistyczny Feniks   | Nick Russell  | [ 156 ] |
| Mistyczny Garuda   | Charlie Thorn | [ 157 ] |
| Mistyczna Syrena   | Madison Rocca | [ 158 ] |
| Mistyczny Duch     | Vida Rocca    | [ 159 ] |
| Mistyczny Minotaur | Xander Bly    | [ 160 ] |
| Pociąg Solaris     | Daggeron      | [ 161 ] |
| Catastros          | Leanbow       | [ 162 ] |
| Brightstar         | Nick Russell  | [ 163 ] |

### System Manticore
| Zord                   | Pilot                                                | Źródło  |
| ---------------------- | ---------------------------------------------------- | ------- |
| Mistyczny Ognisty Ptak | Nick Russell                                         | [ 164 ] |
| Mistyczny Lew          | Charlie Thorn, Madison Rocca, Vida Rocca, Xander Bly | [ 165 ] |

### Kombinacje
| Kombinacja              | Zordy użyte w kombinacji                                               |
| ----------------------- | ---------------------------------------------------------------------- |
| Mistyczny Smok          | Mistyczny Garuda, Mistyczna Syrena, Mistyczny Duch, Mistyczny Minotaur |
| Tytan Megazord          | Mistyczny Feniks, Mistyczny Smok                                       |
| Pociąg Solaris Megazord | Pociąg Solaris                                                         |
| Manticore Megazord      | Mistyczny Ognisty Ptak, Mistyczny Lew                                  |

## Power Rangers Operacja Overdrive(2007)

### Drivemax Zordy
| Zord         | Pilot          | Źródło  |
| ------------ | -------------- | ------- |
| Dump Driver  | Mack Hartford  | [ 166 ] |
| Speed Driver | Will Aston     | [ 167 ] |
| Gyro Driver  | Dax Lo         | [ 168 ] |
| Dozer Driver | Ronny Robinson | [ 169 ] |
| Sub Driver   | Rose Ortiz     | [ 170 ] |

### DualDrive Zordy
| Zord           | Pilot          | Źródło  |
| -------------- | -------------- | ------- |
| Sonic Streaker | Mack Hartford  | [ 171 ] |
| Crane Driver   | Will Aston     | [ 172 ] |
| Cement Driver  | Dax Lo         | [ 173 ] |
| Drill Driver   | Ronny Robinson | [ 174 ] |
| Shovel Driver  | Rose Ortiz     | [ 175 ] |

### Ratunkowe Zordy
| Zord            | Pilot  | Źródło  |
| --------------- | ------ | ------- |
| Fire Truck Zord | Tyzonn | [ 176 ] |
| Rescue Runner 1 | Tyzonn | [ 177 ] |
| Rescue Runner 2 | Tyzonn | [ 178 ] |

### BattleFleet Zordy
| Zord                | Pilot          | Źródło  |
| ------------------- | -------------- | ------- |
| BattleFleet Zord 14 | Mack Hartford  | [ 179 ] |
| BattleFleet Zord 15 | Will Aston     | [ 179 ] |
| BattleFleet Zord 16 | Dax Lo         | [ 179 ] |
| BattleFleet Zord 17 | Ronny Robinson | [ 179 ] |
| BattleFleet Zord 18 | Rose Ortiz     | [ 179 ] |

### Kombinacje
| Kombinacja           | Zordy użyte w kombinacji                                                 |
| -------------------- | ------------------------------------------------------------------------ |
| DriveMax Megazord    | Dump Driver, Speed Driver, Gyro Driver, Dozer Driver, Sub Driver         |
| DualDrive Megazord   | Drill Driver, Shover Driver, Cement Driver, Crane Driver, Sonic Streaker |
| DriveMax Ultrazord   | DriveMax Megazord, DualDrive Megazord                                    |
| Flash Point Megazord | Fire Truck Zord, Rescue Runner 1, Rescue Runner 2                        |
| BattleFleet Megazord | BattleFleet Megazord 14, 15, 16, 17, 18                                  |

## Power Rangers Furia Dżungli(2008)

### Dumy Dżungli Zordy
| Zord      | Pilot             | Źródło  |
| --------- | ----------------- | ------- |
| Tygrys    | Casey Rhodes      | [ 180 ] |
| Gepard    | Lily Chilman      | [ 181 ] |
| Jaguar    | Theo Martin       | [ 182 ] |
| Wilk      | Robert "RJ" James | [ 183 ] |
| Nosorożec | Dominic Hargan    | [ 184 ] |
| Słoń      | Lily Chilman      | [ 185 ] |
| Nietoperz | Theo Martin       | [ 186 ] |
| Rekin     | Casey Rhodes      | [ 187 ] |
| Goryl     | Casey Rhodes      | [ 188 ] |
| Pingwin   | Lily Chilman      | [ 189 ] |
| Antylopa  | Theo Martin       | [ 190 ] |
| Lew       | Jarrod            | [ 191 ] |
| Kameleon  | Camille           | [ 192 ] |

#### Kombinacje
| Kombinacja              | Zordy użyte w kombinacji                 |
| ----------------------- | ---------------------------------------- |
| Duma Dżungli Megazord   | Tygrys, Gepard, Jaguar                   |
| Duma Nosorożca Megazord | Nosorożec                                |
| Duma Wilka Megazord     | Wilk, Tygrys, Jaguar                     |
| Szarża Nosorożca        | Duma Dżungli Megazord, Wilk, Nosorożec   |
| Mistrz Dżungli Megazord | Goryl, Antylopa, Pingwin                 |
| Paniczny Pęd Nosorożca  | Mistrz Dżungli Megazord, Wilk, Nosorożec |

## Power Rangers RPM(2009)

### Zordo-Pojazdy Ataku
| Zord                | Pilot                 | Źródło  |
| ------------------- | --------------------- | ------- |
| Orli Rajdowiec      | Scott Truman          | [ 193 ] |
| Lwi Holownik        | Flynn McAllistair     | [ 194 ] |
| Niedźwiedzi Pojazd  | Summer Landsdown      | [ 195 ] |
| Wirujący Ogon       | Ziggy Grover          | [ 196 ] |
| Wilczy Krążownik    | Dillon                | [ 197 ] |
| Sokoli Zord         | Gem                   | [ 198 ] |
| Tygrysi Odrzutowiec | Gemma                 | [ 199 ] |
| Kroko-Transporter   | Ziggy Grover i Dillon | [ 200 ] |
| Wielorybi Zord      | Gem i Gemma           | [ 201 ] |
| Paleozord           | Scott Truman          | [ 202 ] |
| Uliczny Zord Ataku  | bezzałogowy           | [ 203 ] |

#### Kombinacje
| Kombinacja               | Zordy użyte w kombinacji                           |
| ------------------------ | -------------------------------------------------- |
| Wysoko Oktanowy Megazord | Orli Rajdowiec, Lwi Holownik, Niedźwiedzi Pojazd   |
| ValveMax Megazord        | Wirujący Ogon, Wilczy Krążownik, Kroko-Transporter |
| Zenit Megazord           | Wysoko Oktanowy Megazord, ValveMax Megazord        |
| SkyRev Megazord          | Sokoli Zord, Tygrysi Odrzutowiec, Wielorybi Zord   |
| SkyRev Megazord          | Zenit Megazord, SkyRev Megazord                    |
| Paleomax Megazord        | Paleozord                                          |
| RPM Ultrazord            | SkyRev Megazord, Paleozord                         |

## Power Rangers Samurai/Super Samurai(2011-2012)

### Składane Zordy
| Zord              | Pilot          | Źródło  |
| ----------------- | -------------- | ------- |
| Lwio-Zord         | Jayden Shiba   | [ 204 ] |
| Smoko-Zord        | Kevin          | [ 205 ] |
| Żółwio-Zord       | Mia Watanabe   | [ 206 ] |
| Niedźwiedzio-Zord | Mike           | [ 207 ] |
| Małpo-Zord        | Emily          | [ 208 ] |
| Rak Bojowy Zord   | Antonio Garcia | [ 209 ] |
| Ośmiozord         | Antonio Garcia | [ 210 ] |
| Byk-Zord          | Jayden Shiba   | [ 211 ] |
| Rekin-Zord        | Jayden Shiba   | [ 212 ] |
| Tygryso-Zord      | Jayden Shiba   | [ 213 ] |
| Chrząszczo-Zord   | Mike           | [ 214 ] |
| Mieczniko-Zord    | Kevin          | [ 215 ] |
| Światłozord       | Antonio Garcia | [ 216 ] |

#### Kombinacje
| Kombinacja                  | Zordy użyte w kombinacji                                          |
| --------------------------- | ----------------------------------------------------------------- |
| Samuraj Megazord            | Lwio-Zord, Smoko-Zord, Żółwio-Zord, Niedźwiedzio-Zord, Małpo-Zord |
| Samuraj Rakozord            | Rak Bojowy Zord                                                   |
| Megazord Pancerz Raka       | Samuraj Megazord, Samuraj Rakozord                                |
| Samurajskie Skrzydło Bojowe | Chrząszczo-Zord, Mieczniko-Zord, Tygryso-Zord                     |
| Samurajskie Działo Bojowe   | Samurajskie Skrzydło Bojowe, Ośmiozord                            |
| Byk Megazord                | Byk-Zord                                                          |
| Samuraj Gigazord            | Megazord Pancerz Raka, Samurajskie Działo Bojowe, Byk Megazord    |
| Samuraj Rekin Gigazord      | Samuraj Gigazord, Rekin-Zord                                      |

## Power Rangers Megaforce(2013)

### Mechazordy
| Zord                    | Pilot                       | Źródło  |
| ----------------------- | --------------------------- | ------- |
| Smok Mechazord Gosei    | Troy Burrows                | [ 217 ] |
| Feniks Mechazord Gosei  | Emma Goodall                | [ 218 ] |
| Wąż Mechazord Gosei     | Jake Holling                | [ 219 ] |
| Tygrys Mechazord Gosei  | Gia Moran                   | [ 220 ] |
| Rekin Mechazord Gosei   | Noah Carver                 | [ 221 ] |
| Lew Mechazord           | Robo Rycerz                 | [ 222 ] |
| Zordy Morscy Bracia     | Noah Carver                 | [ 223 ] |
| Zordy Ziemscy Bracia    | Jake Holling i Gia Moran    | [ 224 ] |
| Zordy Niebiańscy Bracia | Troy Burrows i Emma Goodall | [ 225 ] |
| Zordy Braci Rycerzy     | Robo Rycerz                 | [ 226 ] |
| Ultra Zmienny Zord      | bezzałogowy                 | [ 227 ] |
| Odrzutowy Gosei         | wszyscy rangersi            | [ 228 ] |

#### Kombinacje
| Kombinacja                   | Zordy użyte w kombinacji                                                                    |
| ---------------------------- | ------------------------------------------------------------------------------------------- |
| Wielki Megazord Gosei        | Smok, Feniks, Wąż, Tygrys i Rekin Mechazord Gosei                                           |
| Ziemny Megazord Gosei        | Lew Mechazord i Zordy Braci Rycerzy                                                         |
| Megazord Morza               | Wielki Megazord Gosei, Morscy Bracia                                                        |
| Megazord Ziemi               | Wielki Megazord Gosei, Ziemscy Bracia                                                       |
| Megazord Nieba               | Wielki Megazord Gosei, Niebiańscy Bracia                                                    |
| Wielki Ziemny Megazord Gosei | Wielki Megazord Gosei, Ziemny Megazord Gosei                                                |
| Niszczyciel Megazord Gosei   | Wielki Megazord Gosei, Soniczny Niszczyciel Gosei                                           |
| Ultra Wielki Megazord Gosei  | Wielki Megazord Gosei, Morscy Bracia, Ziemscy Bracia, Niebiańscy Bracia, Ultra Zmienny Zord |

## Power Rangers Super Megaforce(2014)

### Legendarne Zordy
| Zord                   | Pilot        | Źródło  |
| ---------------------- | ------------ | ------- |
| Super Mega Statek      | Troy Burrows | [ 229 ] |
| Super Mega Łódź        | Emma Goodall | [ 230 ] |
| Super Mega Rajdowiec   | Jake Holling | [ 231 ] |
| Super Mega Kołowiec    | Gia Moran    | [ 232 ] |
| Super Mega Odrzutowiec | Noah Carver  | [ 233 ] |
| Wiertło Q-Rex          | Orion        | [ 234 ] |

#### Zordy z poprzednich sezonów
| Zord           | Sezon                        | Źródło  |
| -------------- | ---------------------------- | ------- |
| Turbo Sokół    | Power Rangers RPM            | [ 235 ] |
| Delta Ścigacz  | Power Rangers S.P.D.         | [ 236 ] |
| Mistyczny Smok | Power Rangers: Mistyczna moc | [ 237 ] |
| Czerwony Lew   | Power Rangers Wild Force     | [ 238 ] |
| Ninja Zord     | Power Rangers Ninja Storm    | [ 239 ] |

#### Kombinacje
| Kombinacja                     | Zordy użyte w kombinacji                                  |
| ------------------------------ | --------------------------------------------------------- |
| Legendarny Megazord            | Super Mega Statek, Odrzutowiec, Kołowiec, Rajdowiec, Łódź |
| Legendarny Q-Rex Megazord      | Super Mega Statek, Kołowiec, Łódź i Wiertło Q-Rex         |
| Ostateczny Legendarny Megazord | Super Mega Statek, Wiertło Q-Rex, Turbo Sokół             |
| Legendarny S.P.D. Megazord     | Legendarny Megazord, Delta Ścigacz                        |
| Legendarny Mistyczny Megazord  | Legendarny Megazord, Mistyczny Smok                       |
| Legendarny Wild Force Megazord | Super Mega Statek, Odrzutowiec, Rajdowiec i Czerwony Lew  |
| Legendarny Samurai Megazord    | Legendarny Megaforce, Czerwony Lew                        |
| Legendarny Ninja Megazord      | Legendarny Megazord, Ninja Zord                           |
| Legendarny RPM Megazord        | Super Mega Statek, Odrzutowiec, Rajdowiec i Turbo Sokół   |

## Power Rangers Dino Charge/Dino Super Charge(2015-2016)

### Dino Charge Zordy
| Zord         | Pilot              | Źródło  |
| ------------ | ------------------ | ------- |
| T-Rex Zord   | Tyler Navarro      | [ 240 ] |
| Para Zord    | Chase Randall      | [ 241 ] |
| Stego Zord   | Koda               | [ 242 ] |
| Raptor Zord  | Riley Griffin      | [ 243 ] |
| Tricera Zord | Shelby Watkins     | [ 244 ] |
| Ptera Zord   | Sir Ivan z Zandar  | [ 245 ] |
| Pachy Zord   | Książę Phillip III | [ 246 ] |
| Plezjo Zord  | Kendall Morgan     | [ 247 ] |
| Ankylo Zord  | James Navarro      | [ 248 ] |
| Tytano Zord  | Zenowing           | [ 249 ] |

#### Kombinacje
| Kombinacja                                  | Zordy użyte w kombinacji                                                  |
| ------------------------------------------- | ------------------------------------------------------------------------- |
| Dino Charge Megazord Tri-Stego Formacja     | T-Rex Zord, Stego Zord, Tricera Zord                                      |
| Dino Charge Megazord Para-Raptor Formacja   | T-Rex Zord, Para Zord, Raptor Zord                                        |
| Ptera Charge Megazord                       | Ptera Zord                                                                |
| Spino Charge Megazord Ankylo-Pachy Formacja | Spino Zord, Ankylo Zord, Pachy Zord                                       |
| Plezjo Charge Megazord                      | Plezjo Zord                                                               |
| Tytano Charge Megazord                      | Tytano Zord                                                               |
| Dino Charge Ultrazord                       | T-Rex Zord, Stego Zord, Tricera Zord, Para Zord, Raptor Zord, Tytano Zord |